# Alexei Alexejewitsch Petrowski
Alexei Alexejewitsch Petrowski (russisch Алексей Алексеевич Петровский; * 2. Februarjul. / 14. Februar 1873greg. in Lukojanow; † 24. August 1942 in Swerdlowsk) war ein russischer Physiker und Hochschullehrer.

## Leben
Petrowski war Sohn eines Schreibers und besuchte die städtische Vierklassenschule in Lukojanow mit Abschluss 1887. Darauf studierte er in St. Petersburg an der Technik-Schule des Post-Telegrafenamtes, die 1891 das St. Petersburger Elektrotechnik-Institut (ETI) wurde. Nach dem Abschluss 1892 studierte er weiter an der physikalisch-mathematischen Fakultät der Universität St. Petersburg. Nach dem Abschluss 1897 blieb er an der Universität als Laborant. Daneben hielt er Elektrotechnik-Vorlesungen am Technologie-Institut (1898–1901) und bei den Kursen Pjotr Lesgafts (1900–1901).
1898 trat Petrowski in die Russische Physikalisch-Chemische Gesellschaft ein. Dort lernte er den Funktechnik-Pionier Alexander Popow kennen und wurde bald dessen Assistent. Im Sommer 1899 führte er im Auftrage Popows, der gerade in die Schweiz abgeordnet war, zusammen mit den Assistenten P. N. Rybkins und D. S. Troizkis Funk-Experimente zwischen zwei Kronstädter Forts durch. Sie fanden, dass mit Hilfe eines Kohärers empfangene Funksignale hörbar gemacht werden konnten. Daraus resultierte Popows Empfangsgerät für Morsezeichen.
1901 wurde Petrowski Dozent an der Kronstädter Minenoffiziersschule. In seinen Vorlesungen behandelte er Elektrizität und Magnetismus sowie Elektromotoren und Elektrogeneratoren. 1906 bei der Stiftung des Alexander-Popow-Preises des ETI gehörte Petrowski zur Preisverleihungskommission neben Pawel Woinarowski (Vorsitz), Alexander Krakau, Pjotr Ossadtschi, Michail Schatelen, Nikolai Jegorow und anderen. Ab 1908 hielt Petrowski zusätzlich am ETI eine Vorlesung über drahtlose Telegrafie.
Im März 1910 wurde Petrowski, inzwischen Staatsrat (V. Rangklasse), als Staatsdozent an die Hydrographie-Abteilung der St. Petersburger Nikolai-Marineakademie berufen. Anfang 1911 führte er erste theoretische Untersuchungen zur elektronischen Kampfführung durch. Insbesondere wertete er die Erfahrungen im Russisch-Japanischen Krieg im Funkverkehr und die erstmals festgestellten Funkstörungen bei der Funkverbindung zwischen der Funkstation auf dem Panzerschiff Pobeda (Sieg) und der Küstenstation in Port Arthur aus mit Veröffentlichung der Resultate. 1912 wurde er als Erster in Russland außerordentlicher Professor für Funktechnik an der Nikolai-Marineakademie. 1912–1913 leitete er neben seiner Lehrtätigkeit das Laboratorium für Funktelegraphie des Marineamts in St. Petersburg, in dem Funktelegraphiegeräte hergestellt und gewartet wurden.
Während des Ersten Weltkrieges führte Petrowski seine Lehrtätigkeit an der Minenoffiziersschule, der Nikolai-Marineakademie und dem ETI fort. Als nach der Oktoberrevolution die Nikolai-Marineakademie zunächst geschlossen wurde, lehrte Petrowski an der Vereinigten Hochschule der Seestreitkräfte (1918–1922) und am Institut für Wirtschaftswissenschaft (bis 1930). Daneben gab er die Zeitschrift für drahtlose Telegrafie und Telefonie des Nischni Nowgoroder Funklaboratoriums heraus.
Im November 1922 bildete sich auf Initiative Petrowskis und Imant Freimans in Petrograd der erste Amateurfunkverein in der UdSSR. Ab 1923 lehrte Petrowski Elektrotechnik an der Militärakademie der Fernmeldetruppe. Im Sommer 1924 war Petrowski an Versuchen an der Ostsee zur Einrichtung eines Funkverkehrs zwischen Küstenstationen und getauchten U-Booten beteiligt, die dann aber aus Geldmangel eingestellt wurden.
1924 wurde Petrowski Abteilungsleiter im Institut für Angewandte Geophysik. Daneben lehrte er am Leningrader Bergbau-Institut (1928–1930) und anschließend am Leningrader Institut für Geologie und Prospektion. 1932 wurde er Vizedirektor der Ural-Filiale der Akademie der Wissenschaften der UdSSR (AN-SSSR). 1934 kehrte er zu seiner Lehrtätigkeit im Bergbau-Institut zurück und leitete den neuen Lehrstuhl für geophysikalische Methoden der Prospektion. 1935 wurde er zum Doktor der physikalisch-mathematischen Wissenschaften promoviert mit Ernennung zum Professor. Nachdem er bis 1939 das Amt des Vizedirektors der Ural-Filiale der AN-SSSR ausgeübt hatte, wurde er 1941 Direktor der Ural-Filiale der AN-SSSR. Im gleichen Jahr wurde er als Verdienter Wissenschaftler der RSFSR geehrt. Nach Beginn des Deutsch-Sowjetischen Krieges und der Leningrader Blockade wurde er nach Swerdlowsk evakuiert.